# Martin Globočnik
Martin Globočnik, slovenski šolnik in prosvetni delavec, * 1. avgust 1919, Poženik, † 17. januar 2008, ZDA.

## Življenje in delo
Po končani ljudski šoli v rojstnem kraju je v letih 1930−1936 obiskoval klasično gimnazijo v Ljubljani in nato še učiteljišče, ki ga je uspešno končal leta 1940, ter se februarja 1941 kot učitelj zaposlil v Mokronogu. Marca 1942 ga je fašistična oblast aretirala ter poslala v internacijo v Monigo v pokrajini Treviso, od koder se je čez eno leto vrnil v Mokronog, kjer so ga septembra 1943 mobilizirali partizani. V spopadu z nemško vojsko je bil ujet in pripeljan v gestapovski zapor v Trbovlje, od tam pa v delovno taborišče Libenau pri Gradcu. Tu je zaradi znanja italijanščine, nemščine in deloma ruščine postal prevajalec. Konec maja 1944 je organiziral pobeg desetih taboriščnikov. Uspelo mu je priti do Novega mesta, kjer je postal namestnik šolskega nadzornika, pomagal pa je tudi domobrancem pri kulturnem delu. Po osvoboditvi je odšel v begunski taborišči Riccione in Rimini kjer je učil na osnovnih šolah. Poleti 1946 je prišel v Trst, končal tečaj za slovenske učitelje in septembra 1946 prevzel pouk in upraviteljstvo na osnovni šoli v Kobaridu. V letih 1951−1954 je poučeval na nižji srednji šoli v Trstu, po podpisu spomenice o soglasju, s katerim je bilo Svobodno tržaško ozemlje ukinjeno in razdeljeno med Italijo in Jugoslavijo je postal učitelj na osnovnih šolah pri Sv. Ivánu v Trstu, na Opčinah, v gradu Miramar in Rojanu. V tem obdobju je sestavil Računico za slovensko osnovno šolo 5. del. Novembra 1955 se je odselil v Združene države Amerike. Tu je po nostrifikaciji diplome študiral na univerzitetnih zavodih v Boulderju in 
Denverju ter postal profesor latinščine na višji gimnaziji v kraju Littelon (Kolorado). Leta 1962 je postal profesor latinščine na katoliški gimnaziji v kraju Machebeuf pri Denverju.
Globočnik je v času službovanja v Mokronogu predaval na kmetijskem tečaju ter zbiral naročnike za 
Mohorjevo družbo in Slovenčevo knjižnico. V begunskem taborišču je bil predsednik Prosvetnega krožka, prirejal igre, učil na osnovi šoli ter v taboriščni list pisal vzgojne članke. V Trstu je sodeloval na Radiu Trst A, bil soustanovitelj radijskega odra, igral, režiral, pisal mladinske igre in prirejal radijske nadaljevanke. Sodeloval je tudi pri počitniških kolonijah slovenskih šolarjev v Devinu in Ricmanjih. V Denverju pa je postal poverjenik Latinskega krožka (Junior Classical Laague), ki je prejel pet nagrad iz znanja latinščine na tekmovanjih, katerih se je udeležilo preko 50.000 dijakov.